# Проміле
Промі́ле (лат. per mille — на тисячу) — одна тисячна частина якої-небудь величини, інакше — десята частина відсотка.
Якщо зазначено 1 ‰ — це означає, наприклад, наявність 1 г дослідженої речовини в масі 1 кг загальної суміші речовин.
У проміле визначають солоність води, похил річки, вміст алкоголю в крові, похил рейкових шляхів у підземних виробках (за правилами безпеки від 3 до 5 ‰) або нахил залізничної колії тощо.
1 ‰ {\displaystyle =10^{-3}=0{,}001=0{,}1\ \%}

## Застосування
У проміле визначаються:
- законодавчі обмеження на вміст алкоголю в крові для водіння автотранспортного засобу в деяких країнах. Наприклад: 0,6 ‰ або 0,2 ‰.
- солоність води. Наприклад: «середня солоність складає 35 ‰».
- похили в архітектурі, будівництві, транспортних спорудах (дороги, колії)
- демографічні показники народжуваності і смертності
- податок на нерухомість

## Введення
Зазвичай позначається символом ‰. В операційній системі Windows знак проміле можна ввести за допомогою коду Alt+0137: при включеному Num Lock, утримуючи Alt, набрати на цифровій клавіатурі 0137.

## Правила набору
Чинний стандарт ДСТУ EN ISO 80000-1:2022 явним чином вимагає набирати знак проміле (а також знак відсотка ‰) після числа, відокремлюючи його пробілом (див. ДСТУ ISO 80000-1:2016 Величини та одиниці. Частина 1. Загальні положення. П. 7.1.4).